# トウモロコシ茶
トウモロコシ茶 (英: corn tea)は、トウモロコシを原料とした茶外茶。ノンカフェイン飲料であり、ほのかに甘い香りが特徴的である。コーン茶とも呼ばれる。

## 概要
乾燥させたトウモロコシの粒を炒り、煮出して飲用する。ティーバッグやペットボトル飲料としても販売されている。利尿作用があり、血圧低下、胆汁の分泌促進などに効果があるとされている。